# Сметанкин, Павел Семёнович
Павел Семёнович Сметанкин (01.01.1906 — 1995) — инженер по строительству шахт, лауреат Сталинской премии.
Окончил МИИТ (1934).
С 1934 г. участник строительства Московского метро.
Во время войны руководил строительством оборонительных сооружений в Куйбышеве.
С 1944 г. снова в Мосметрострое. В 1940-е гг. начальник шахты № 1 (строительство станции Курская — кольцевая), затем главный инженер Мосметростроя.
Обеспечивал высокую выработку, например: через шахту № 1 за 1945 г. было выдано на-гора 45 тыс. кубометров грунта.
Инженер-полковник.
С 1951 г. — зам. начальника Горного управления, один из руководителей строительства Красноярска-26 (подземного горно-химического комбината).
В 1966 г. упоминается как главный инженер Мосметростроя.
Лауреат Сталинской премии 1951 года — за разработку конструкции станции Московского метрополитена имени Л. М. Кагановича «Курская-кольцевая» и коренное усовершенствование методов строительства.
Заслуженный строитель РСФСР (1966).
Похоронен в Москве, на Троекуровском кладбище, участок 3